# So beautiful or so what
So beautiful or so what is een studioalbum van Paul Simon dat in 2011 werd uitgebracht en volgens criticus Kelefa Sanneh een hoogtepunt in Simons loopbaan. De titel is een verwijzing naar de twijfels van de kunstenaar Paul Simon. Hij deed zijn uiterste best om een mooi album uit te geven, maar moest tijdens de opnamen zorgen dat niet alles ten onder ging aan perfectionisme. De vrije vertaling van de titel luidt dan Zo mooi of wat kan het me schelen? Paul Simon leverde met zijn laatste albums (gegevens 2011) steeds vrij korte albums af met daarop volgens critici hoogstaande muziek alsmede een hoogstaande uitvoering. Tegenover de kwaliteit staat steeds een korte speelduur, die nog gerelateerd lijkt aan de maximale duur van een langspeelplaat.  
Als opwarmertje van het album werd een kerstsingle uitgegeven in de hoedanigheid van Getting ready for Christmas Day. Het album kreeg een klein voorwoord in de kaft, schrijver was Elvis Costello.

## Musici
- Paul Simon – zang, gitaar, percussie, (7 solo)
- Edie Brickell – achtergrondzang (1)
- Rev. J.W. Gates met zijn gemeente – koorzang (1)
- Jim Oblon – slagwerk (1, 2, 6, 9,10)
- Vincent Nguini – elektrische gitaar (2)
- Doyle Lawson and Quicksilver – achtergrondzang (3, 6)
- Joshua Swift – dobro (3)
- Gabe Witcher – fiddle (3)
- Karaikudi R. Mani – ensemble en zangpercussie (3)
- V.B.Madhusadanan – tabla (3)
- V. Suresh – Ghatam – kleipot (3 )
- Yacouba Sissoko – harp (4)
- Steve Shehan – djembe, basgitaar, talking drum, glasharp (4, 6,10)
- Mick Rossi – piano (5)
- Vincent Lionti, Desiree Elsevier, Lois Martin – altviool (5)
- Richard Locker, Jeanine LeBlanc – cello (5)
- David Finck – basgitaar (5)
- Pamela Sklar, Elizabeth Mann, Sara Cutler – dwarsfluit (5)
- Charles Pillow, Mary Abt – klarinet (5)
- Diane Lesser – althobo (5)
- Sonny Terry – mondharmonica (6)
- Chris Bear – elektronica (6)
- Skip LaPlante – percussie, harp (8)
- Sara Cutler – harp (8)
- Nancy Zeltsman – marimba (8)
- Etienne Stadwijk – celesta (8)
- Lulu Simon – achtergrondzang (9)
- Michael White – klarinet (9)
- Steve Gorn – fluit (10)

## Muziek
Alle van Paul Simon

| Nr. | Titel                           | Duur |
| --- | ------------------------------- | ---- |
| 1.  | Getting ready for Christmas Day | 4:06 |
| 2.  | The afterlife                   | 3:40 |
| 3.  | Dazzling blue                   | 4:32 |
| 4.  | Rewrite                         | 3:49 |
| 5.  | Love and hard times             | 4:09 |
| 6.  | Love is eternal sacred light    | 4:02 |
| 7.  | Amulet                          | 1:36 |
| 8.  | Questions for the angels        | 3:49 |
| 9.  | Love and blessing               | 4:18 |
| 10. | So beautiful or so what         | 4:07 |

## Hitnoteringen

### NederlandseAlbum Top 100
| Hitnotering: (Week 1 t/m 14) 16-04-2011 t/m 16-07-2011 Hitnotering: (Week 15 t/m 20) 06-08-2011 t/m 10-09-2011 | Hitnotering: (Week 1 t/m 14) 16-04-2011 t/m 16-07-2011 Hitnotering: (Week 15 t/m 20) 06-08-2011 t/m 10-09-2011 | Hitnotering: (Week 1 t/m 14) 16-04-2011 t/m 16-07-2011 Hitnotering: (Week 15 t/m 20) 06-08-2011 t/m 10-09-2011 | Hitnotering: (Week 1 t/m 14) 16-04-2011 t/m 16-07-2011 Hitnotering: (Week 15 t/m 20) 06-08-2011 t/m 10-09-2011 | Hitnotering: (Week 1 t/m 14) 16-04-2011 t/m 16-07-2011 Hitnotering: (Week 15 t/m 20) 06-08-2011 t/m 10-09-2011 | Hitnotering: (Week 1 t/m 14) 16-04-2011 t/m 16-07-2011 Hitnotering: (Week 15 t/m 20) 06-08-2011 t/m 10-09-2011 | Hitnotering: (Week 1 t/m 14) 16-04-2011 t/m 16-07-2011 Hitnotering: (Week 15 t/m 20) 06-08-2011 t/m 10-09-2011 | Hitnotering: (Week 1 t/m 14) 16-04-2011 t/m 16-07-2011 Hitnotering: (Week 15 t/m 20) 06-08-2011 t/m 10-09-2011 | Hitnotering: (Week 1 t/m 14) 16-04-2011 t/m 16-07-2011 Hitnotering: (Week 15 t/m 20) 06-08-2011 t/m 10-09-2011 | Hitnotering: (Week 1 t/m 14) 16-04-2011 t/m 16-07-2011 Hitnotering: (Week 15 t/m 20) 06-08-2011 t/m 10-09-2011 | Hitnotering: (Week 1 t/m 14) 16-04-2011 t/m 16-07-2011 Hitnotering: (Week 15 t/m 20) 06-08-2011 t/m 10-09-2011 | Hitnotering: (Week 1 t/m 14) 16-04-2011 t/m 16-07-2011 Hitnotering: (Week 15 t/m 20) 06-08-2011 t/m 10-09-2011 | Hitnotering: (Week 1 t/m 14) 16-04-2011 t/m 16-07-2011 Hitnotering: (Week 15 t/m 20) 06-08-2011 t/m 10-09-2011 | Hitnotering: (Week 1 t/m 14) 16-04-2011 t/m 16-07-2011 Hitnotering: (Week 15 t/m 20) 06-08-2011 t/m 10-09-2011 | Hitnotering: (Week 1 t/m 14) 16-04-2011 t/m 16-07-2011 Hitnotering: (Week 15 t/m 20) 06-08-2011 t/m 10-09-2011 | Hitnotering: (Week 1 t/m 14) 16-04-2011 t/m 16-07-2011 Hitnotering: (Week 15 t/m 20) 06-08-2011 t/m 10-09-2011 | Hitnotering: (Week 1 t/m 14) 16-04-2011 t/m 16-07-2011 Hitnotering: (Week 15 t/m 20) 06-08-2011 t/m 10-09-2011 | Hitnotering: (Week 1 t/m 14) 16-04-2011 t/m 16-07-2011 Hitnotering: (Week 15 t/m 20) 06-08-2011 t/m 10-09-2011 | Hitnotering: (Week 1 t/m 14) 16-04-2011 t/m 16-07-2011 Hitnotering: (Week 15 t/m 20) 06-08-2011 t/m 10-09-2011 | Hitnotering: (Week 1 t/m 14) 16-04-2011 t/m 16-07-2011 Hitnotering: (Week 15 t/m 20) 06-08-2011 t/m 10-09-2011 | Hitnotering: (Week 1 t/m 14) 16-04-2011 t/m 16-07-2011 Hitnotering: (Week 15 t/m 20) 06-08-2011 t/m 10-09-2011 | Hitnotering: (Week 1 t/m 14) 16-04-2011 t/m 16-07-2011 Hitnotering: (Week 15 t/m 20) 06-08-2011 t/m 10-09-2011 | Hitnotering: (Week 1 t/m 14) 16-04-2011 t/m 16-07-2011 Hitnotering: (Week 15 t/m 20) 06-08-2011 t/m 10-09-2011 |
| Week: | 1 | 2 | 3 | 4 | 5 | 6 | 7 | 8 | 9 | 10 | 11 | 12 | 13 | 14 | | 15 | 16 | 17 | 18 | 19 | 20 | |
| --- | --- | --- | --- | --- | --- | --- | --- | --- | --- | --- | --- | --- | --- | --- | --- | --- | --- | --- | --- | --- | --- | --- |
| Positie: | 6 | 9 | 14 | 19 | 24 | 28 | 37 | 61 | 49 | 52 | 59 | 71 | 61 | 44 | uit | 53 | 22 | 36 | 85 | 78 | 93 | uit |

### VlaamseUltratop 100Albums
| Hitnotering: (Week 1 t/m 7) 16-04-2011 t/m 28-05-2011 Hitnotering: (Week 8) 16-07-2011 | Hitnotering: (Week 1 t/m 7) 16-04-2011 t/m 28-05-2011 Hitnotering: (Week 8) 16-07-2011 | Hitnotering: (Week 1 t/m 7) 16-04-2011 t/m 28-05-2011 Hitnotering: (Week 8) 16-07-2011 | Hitnotering: (Week 1 t/m 7) 16-04-2011 t/m 28-05-2011 Hitnotering: (Week 8) 16-07-2011 | Hitnotering: (Week 1 t/m 7) 16-04-2011 t/m 28-05-2011 Hitnotering: (Week 8) 16-07-2011 | Hitnotering: (Week 1 t/m 7) 16-04-2011 t/m 28-05-2011 Hitnotering: (Week 8) 16-07-2011 | Hitnotering: (Week 1 t/m 7) 16-04-2011 t/m 28-05-2011 Hitnotering: (Week 8) 16-07-2011 | Hitnotering: (Week 1 t/m 7) 16-04-2011 t/m 28-05-2011 Hitnotering: (Week 8) 16-07-2011 | Hitnotering: (Week 1 t/m 7) 16-04-2011 t/m 28-05-2011 Hitnotering: (Week 8) 16-07-2011 | Hitnotering: (Week 1 t/m 7) 16-04-2011 t/m 28-05-2011 Hitnotering: (Week 8) 16-07-2011 | Hitnotering: (Week 1 t/m 7) 16-04-2011 t/m 28-05-2011 Hitnotering: (Week 8) 16-07-2011 |
| Week:                                                                                  | 1                                                                                      | 2                                                                                      | 3                                                                                      | 4                                                                                      | 5                                                                                      | 6                                                                                      | 7                                                                                      |                                                                                        | 8                                                                                      |                                                                                        |
| -------------------------------------------------------------------------------------- | -------------------------------------------------------------------------------------- | -------------------------------------------------------------------------------------- | -------------------------------------------------------------------------------------- | -------------------------------------------------------------------------------------- | -------------------------------------------------------------------------------------- | -------------------------------------------------------------------------------------- | -------------------------------------------------------------------------------------- | -------------------------------------------------------------------------------------- | -------------------------------------------------------------------------------------- | -------------------------------------------------------------------------------------- |
| Positie:                                                                               | 37                                                                                     | 20                                                                                     | 32                                                                                     | 47                                                                                     | 52                                                                                     | 58                                                                                     | 76                                                                                     | uit                                                                                    | 90                                                                                     | uit                                                                                    |